# Alexandra Braun
Pour les articles homonymes, voir Braun.
Alexandra Braun Waldeck, née le 19 mai 1983 à Caracas, est un mannequin et une actrice vénézuélienne ayant été couronné Miss Terre en 2005.

## Biographie
Née d'une mère allemande et d'un père vénézuélien, Alexandra Braun a une sœur jumelle prénommée Karina.
En 1999, elle commence sa carrière dans le monde du spectacle à l'âge de 16 ans dans une publicité pour une boisson rafraîchissante et ses débuts en tant que modèle en étant prise par l'agence de mannequins Alexander Gittings. Elle commence également ses études d'actrice à l'Alberto Carbonell School.
En mai 2004, elle signe avec l'agence L'Altro Uomo Models.
En juin 2005, elle participe au concours national Sambil Model et remporte le titre de Sambil Model 2005. Trois mois plus tard, le 15 septembre, elle participe au concours de beauté Miss Venezuela 2005 où elle représente l'État de Nueva Esparta et se classe première finaliste.
En novembre de la même année, elle remporte le concours de beauté international Miss Terre aux Philippines, ce qui lui ouvre les portes du monde de la mode et lui permet de voyager dans divers pays comme la Roumanie,le Mexique, l'Indonésie, l'Allemagne et l'Italie.
Après en avoir terminé avec ces concours de beauté, elle se met en couple avec l'acteur vénézuélien Adrián Delgado.
En 2006, elle se rend à Mexico pour travailler pour l'agence de mannequins "Contexto Modelos" jusqu'en 2007 avant de revenir à l'agence "L'Altro Uomo" de Caracas et de terminer ses études en publicité et marketing.
En mai 2007, elle commence à travailler pour la chaîne de télévision vénézuélienne Canal i. Elle y anime différents programmes comme "I que decir", "Las bellas y la bestia" et "Mujerones". En 2011, elle devient productrice et animatrice de son propre programme "Gente como uno" en compagnie de sa sœur Karina Braun. La même année, elle commence un programme similaire à la radio sur Play 95,5 FM appelé "Por Partida Doble".
En 2009, elle est diplômée avec mention de l'Université Alejandro de Humboldt, en marketing.
En 2010, elle entame une nouvelle étape en tant qu'entrepreneur en lançant sa ligne d'accessoires sous le nom de B & B avec sa sœur Karina Braun portant ainsi l'héritage de leur grand-père maternel qui était un peintre et orfèvre allemand.
Fin 2011, elles changent le nom de leur marque en www.dibraun.com, puis en 2012 inaugurent une boutique dans la ville de Caracas.
En 2011, elle reçoit sa première proposition pour jouer dans le film vénézuélien "Hasta que la muerte nos separe" réalisé par Abraham Pulido et elle commence alors sa carrière d'actrice de cinéma.
En août 2013, pour son premier rôle au théâtre, elle joue le personnage de l'hôtesse de l'air américaine Gloria Hawkins dans la pièce "Boeing Boeing de l'auteur français Marc Camoletti et réalisée par Tullio Cavalli, en compagnie des acteurs Javier Vidal, Karl Hoffman et Marcos Moreno, au Théâtre Santa Fe de Caracas. Puis en mars 2014, elle incarne de nouveau ce rôle au Centro Cultural Corp Banca.
En mai 2014, elle reçoit la proposition de la chaîne vénézuélienne Venevisión, pour jouer dans la telenovela "Amour secret" (Remake de la telenovela "Inés Duarte Secretaria"). Elle fait donc ses débuts à la télévision en y incarnant le personnage de la méchante Alejandra Altamirano.
Le 1er avril 2015, le film "Hasta que la muerte nos separe" d'Abraham Pulido débuté en 2011, sort sur les écrans vénézuéliens.
En 2015, elle est contactée par la société de spectacle HispanoMedios dirigée par Daniel Ferrer pour interpréter l'œuvre "Crónicas Desquiciadas" écrite par Indira Páez, jusqu'en 2016.
En février 2016, elle reçoit la proposition pour jouer dans le film "UMA" du réalisateur Alain Maiki, et interpréter le personnage d'une artiste un peu bohème qui travaille à la restauration de vitraux, tourné dans les villes de Cisterne, Florence et Rome en Italie.
En août 2016, elle se rend au Mexique en compagnie de la manager Gloria Alvarez pour assister à des réunions et des rencontres avec des producteurs de télévision et de cinéma mexicains. Elle suit des cours d'accent neutre et des cours de théâtre avec le maître René Pereira.
En novembre 2016, elle entame son travail en tant que productrice de "l'Evento Encuentro Glam", dont le but est d'aider des fondations telles que Senos Ayuda et de promouvoir l'entrepreneuriat vénézuélien dans le domaine culturel et artistique.
En janvier de 2017 une nouvelle pièce "Relatos Borrachos" commence avec le producteur théâtral Hispanomedios.
En mai, elle commence l'enregistrement d'une telenovela pour RCTV International intitulée "Ellas aman ellos mienten" dans le rôle de Rebecca.
Elle commence également les enregistrements du film "Blindado" réalisé par Carlos Daniel Malavé et y incarne le personnage d'Alicia.
En Juillet 2017, elle commence à travailler pour la société UrijiJami en tant qu'ambassadrice mondiale.
Elle commence à produire sa première pièce basée sur Marilyn Monroe.
En septembre 2017, elle se rend à Los Angeles en Californie, pour la présentation de son deuxième film "UMA" au Festival du film international de Burbank.
Ce film se voit décerner le prix du meilleur film étranger.
Deux semaines plus tard à Atlanta, le film "UMA" reçoit quatre récompenses au Georgia Latino Film Festival dont le prix de la meilleure actrice décerné à Alexandra Braun.
En octobre 2017, pour l'inauguration d'une nouvelle salle à l'hôtel Eurobuilding de Caracas, elle interprète le rôle de Sarah dans la pièce de théâtre "L'Amant", une comédie à suspens écrite par Harold Pinter.
En novembre 2017, elle se rend en Inde, le film "UMA" étant retenu dans la catégorie Cinéma du Monde au Festival international du film d'Inde (IFFI) à Goa. Quelques jours plus tard, elle se rend en Italie et reçoit le prix de la meilleure actrice pour un film étranger au Film Fest International de Milan (FFI).
En Décembre 2017, elle reçoit le prix de la meilleure actrice à l'Angel Monaco International Film Festival pour son interprétation dans le film "UMA" qui remporte également les récompenses du meilleur acteur, du meilleur second rôle féminin et du meilleur réalisateur.
En Février 2018 elle reçoit le prix de la meilleure actrice dans un film étranger pour son rôle dans “UMA” au London Filmmaker Festival à Londres.
En mai 2018, Alexandra Braun se produit dans la pièce "Mi encuentro con Monroe", écrite, produite et jouée par elle.

## Filmographie

### Longs-métrages
- 2018 : "Blindado"[16] de Carlos Daniel Malavé, Alicia
- 2017 : "UMA"[17] d'Alain Maiki, Uma
- 2015 : "Hasta que la muerte nos separe"[18] d'Abraham Pulido, Diana Montenegro
- 2012 : "La Pura Mentira"[19] de Carlos Daniel Malavé, animatrice
- 2008 : "Comando X" de José Antonio Varela, journaliste de CNN
- 2007 : "Puras joyitas" de César Oropeza et Henry Rivero, Miss Anzoátegui

### Courts-métrages
- 2014 : "Sueño de Selva", Ulrike Koch l'épouse de Theodor Koch-Grünberg
- 2011 : "Obsesión" d'Alejandro Espina, Annie
- 2011 : "Santiago, Una mirada en el espejo", Esther De Mondragón
- 2011 : "Ubicua", Margareth

### Telenovelas
- 2017 : "Ellas Aman, ellos mienten", Rebeca
- 2014 : "Amour secret (Amor secreto)", Alejandra Altamirano

### Vidéo-clips
- 2017 : Chyno Miranda "Amor no te vayas"
- 2013 : Lionel "Entre mil Mujeres"
- 2006 : Yahir "Detalles"
- 2005 : Alejandro Fernández "Canta Corazón"
- 2005 : Raymond Castellón "Se me va la vida"

## Théatre
- 2018 : "Mi encuentro con Monroe", Marilyn Monroe
- 2017 : "The Lover" d'Harold Pinter, Sarah
- 2016 : "Relatos Borrachos" d'Enrique Salas
- 2016 : "Crónicas Desquiciadas" Monologue d'Indira Páez
- 2015 : "Divinas" Monologue d'Indira Páez
- 2013-14 : "Boeing Boeing" de l'auteur français Marc Camoletti", Gloria Hawkins

## Concours de beauté
- 2005 : élue Miss Terre (aux Philippines)
- 2005 : 3e dauphine de Miss Venezuela représentant Nueva Esparta
- 2005 : Gagnante de Sambil Model